# Тетерешть (Страшенський район)
Тетерешть (рум. Tătărești) — село у Страшенському районі Молдови. Утворює окрему комуну.

## Населення
За даними перепису населення 2004 року у селі проживали 1498 осіб.
Національний склад населення села:
| Національність       | Кількість осіб | Відсоток   |
| -------------------- | -------------- | ---------- |
| молдавани румуни     | 1435 45        | 95,8% 3,0% |
| українці             | 8              | 0,5%       |
| росіяни              | 7              | 0,5%       |
| гагаузи              | 1              | 0,1%       |
| інша / без відповіді | 2              | 0,1%       |
| Всього               | 1498           | 100%       |